# Aschema madagascariensis
Aschema madagascariensis là một loài nhện trong họ Zodariidae.
Loài này thuộc chi Aschema. Aschema madagascariensis được Embrik Strand miêu tả năm 1907.